# Biefvillers-lès-Bapaume
Biefvillers-lès-Bapaume è un comune francese di 112 abitanti situato nel dipartimento del Passo di Calais nella regione dell'Alta Francia.

## Società

### Evoluzione demografica
Abitanti censiti